# Euro Ice Hockey Challenge
Die European Ice Hockey Challenge (EIHC) ist ein jährlich stattfindendes europäisches Eishockeyturnier. Die EIHC wurde im Oktober 2001 durch die Internationale Eishockey-Föderation gegründet. Teilnehmer sind die Eishockeynationalmannschaften der Länder, die sich in der Division I der Eishockey-Weltmeisterschaften befinden.
Fast alle Mannschaften nutzen die EIHC zur Vorbereitung auf die später folgende Weltmeisterschaft des jeweiligen Jahres. Hier können unerfahrene Spieler eingesetzt werden, die so die Möglichkeit erhalten, wertvolle Eiszeiten auf internationalem Niveau zu sammeln. 
Die IIHF legte 2001 die zwölf teilnehmenden Nationen bis 2005 fest. Es handelt sich hierbei um die folgenden Länder: Ukraine, Österreich/Niederlande, Italien,  Lettland, Slowenien, Polen, Belarus, Norwegen, Großbritannien, Frankreich, Dänemark und Ungarn. Seither nehmen meist die Länder teil, die im jeweiligen Jahr an den Turnieren der Division I der Weltmeisterschaft teilnehmen. Die Turniere werden durch die jeweiligen nationalen Eishockeyverbände organisiert und stellen gegenüber den Turnieren der Euro Hockey Tour und der Euro Hockey Challenge die zweite Spielklasse von Länderturnieren in Europa dar.
Folgende Turniere wurden im Rahmen des EIHC ausgetragen:
- EIHC Italy (Italien)
- Polesie Cup (Belarus)
- Pannon Hoki Kupa (Kroatien)
- EIHC Vilnius (Litauen)

Ehemalige Turniere (Auswahl):
- Danfoss Challenge (Dänemark)
- Turnoi International du Mont-Blanc (Frankreich)